# Stadion FK Chmel Blšany
Stadion FK Chmel Blšany je fotbalový stadion, který se nachází v Blšanech. V letech 1998–2006 se zde hrála nejvyšší ligová soutěž. Jeho současná kapacita je 2 300 sedících diváků, před přestavbou to bylo 4 500 diváků.
Před rekonstrukcí v roce 2003, stadion pojal 4 500 diváků. V průběhu rekonstrukce hrál téměř celou sezónu 2003/04 v příbramském azylu Na Litavce, a to kvůli špatnému rozměru blšanské hrací plochy. Mimo úpravy hřiště byly na stadionu vyměněny sedačky, vytvořen zadní vstup na hlavní tribunu, a zrenovovány šatny pro hráče, rozhodčí a delegáty. Rekonstrukce byla dokončena v únoru 2004.
Další stěhování čekal blšanský klub v pozdější fázi roku 2004 a to kvůli chybějícímu umělému osvětlení. V průběhu jejich instalace hrály Blšany v dočasném azylu na pražském Žižkově.